# کارگران مهاجر در روسیه

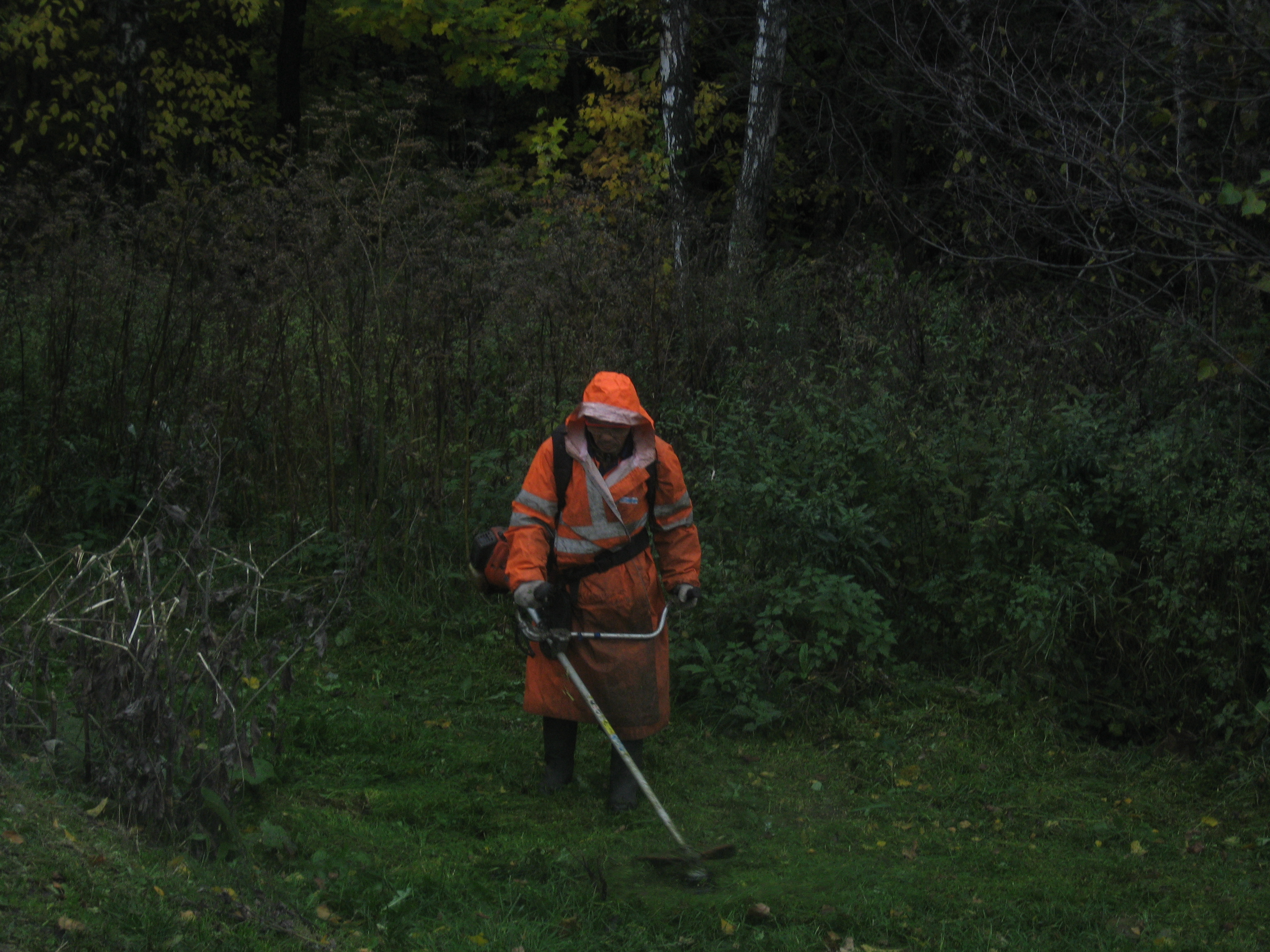
یک کارگر مهاجر در حال چمن زنی در کنار جاده کمربندی مسکو، ۲۰۱۷

کارگران مهاجر خارجی در روسیه، که معمولاً به عنوان گاستربایتر (روسی: гастарбайтеры، ت. «gastarbaytery» شناخته می‌شوند) بخش قابل توجهی از نیروی کار روسیه را از زمان فروپاشی اتحاد جماهیر شوروی تشکیل می‌دهند. اکثر کارگران مهاجر که تا ۲۵ درصد از نیروی کار را تشکیل می‌دهند، از آسیای مرکزی و قفقاز جنوبی می‌آیند و اغلب در مشاغل کم‌مهارت کار می‌کنند. تعداد قابل توجهی از آنها مهاجران غیرقانونی هستند. تا تاریخ ۲۰۲۰، ۱۱٫۵۸ میلیون مهاجر بین‌المللی در روسیه یا حدود ۷٫۹٪ از کل جمعیت وجود داشت.

## مهاجران داخلی
در امپراتوری روسیه، در مناطق کشاورزی فقیرتر، دهقانان، معمولاً مردان، مجبور بودند برای کسب درآمد اضافی، که لزوماً فصلی نبود، موقتاً از محل زندگی خود مهاجرت کنند. این رسم خودنیچستوو نامیده می‌شد. . در برخی از استان‌ها، اوتخودنیک‌ها تا ۴۰٪ از جمعیت مردان بالغ را تشکیل می‌دادند.
در روسیه مدرن، بخش قابل توجهی از نیروی کار در مناطق سخت شمال دور روسیه، کارگرانی هستند که به صورت موقت وارد یا خارج می‌شوند. آنها در شیفت‌های طولانی‌تر کار می‌کنند و در طول شیفت‌های کاری در سکونتگاه‌های شیفتی زندگی می‌کنند. این کارگران معمولاً مهاجر نامیده نمی‌شوند.

## مهاجران خارجی

### تاریخچه
اتحاد جماهیر شوروی در اوایل دهه ۱۹۷۰ شروع به استخدام کارگران مهاجر خارجی کرد، که عمدتاً کارگرانی از ویتنام را جذب می‌کردند. تا سال ۱۹۸۳، تعداد آنها به ۳۶۵۰۰۰ نفر رسید که معادل ۰٫۲۵٪ از کل نیروی کار در آن زمان بود. در آن زمان، کارگران مهاجر هم وسیله‌ای برای انجام کارهایی بودند که کارگران شوروی تمایلی به انجام آنها نداشتند و هم به روابط اقتصادی بین اتحاد جماهیر شوروی و سایر کشورهای کمونیستی کمک می‌کردند، و با حواله‌های مالی، هزینه‌های واردات و بدهی به اتحاد جماهیر شوروی را پرداخت می‌کردند. با وجود این، آژانس اطلاعات مرکزی ایالات متحده خاطرنشان کرد که نیروی کار مهاجر نتوانسته است کمبود عمومی نیروی کار اتحاد جماهیر شوروی را حل کند.
پس از فروپاشی اتحاد جماهیر شوروی در سال ۱۹۹۱، شرایط اقتصادی و معیشتی در سراسر کشورهای اتحاد جماهیر شوروی سابق تا حد زیادی رو به وخامت گذاشت. روسیه، به عنوان یکی از کشورهایی که کمترین آسیب را دید، در اوایل دهه ۱۹۹۰ شروع به پذیرش تعداد زیادی از کارگران مهاجر از کشورهای دیگر شوروی سابق کرد و رئیس‌جمهور بوریس یلتسین فرمانی را برای جلوگیری از استثمار آنها امضا کرد. در آن زمان، کارگران مهاجر عمدتاً از اوکراین و بلاروس بودند. از سال ۱۹۹۵ تا ۲۰۰۰ بیش از نیمی از کل کارگران مهاجر از خارج از اتحاد جماهیر شوروی سابق، عمدتاً از چین، ترکیه و یوگسلاوی سابق آمده بودند.
تعداد مهاجران آسیای مرکزی و قفقاز تا اواخر دهه ۱۹۹۰ پایین ماند و با ادامه بهبود اقتصاد روسیه در اوایل دهه ۲۰۰۰، افزایش تقاضای نیروی کار منجر به افزایش تازه‌ای در مهاجرت نیروی کار، عمدتاً از آسیای مرکزی پس از شوروی و قفقاز جنوبی شد. تا سال ۲۰۱۰، روسیه پس از ایالات متحده، به دومین کشور بزرگ دریافت‌کننده نیروی کار مهاجر در جهان تبدیل شده بود.
تخمین درصد کارگران مهاجر در نیروی کار به‌طور قابل توجهی متفاوت است. برخی تخمین‌ها تا ۸٪ پایین می‌آیند، در حالی که برخی دیگر به ۲۵٪ می‌رسند.
حمله روسیه به اوکراین منجر به خروج قابل توجه کارگران مهاجر از روسیه به کشورهای خود، به دلیل تحریم‌های بین‌المللی اعمال شده در پاسخ به این حمله، شده است. این امر منجر به پیامدهای منفی بر اقتصادهای وابسته به حواله در نتیجه رکود اقتصادی روسیه شده و همراه با بیکاری پایین، منجر به کمبود بین ۳٫۶ تا ۴٫۸ میلیون کارگر در سال ۲۰۲۳ شده است همچنین موارد متعددی از به‌کارگیری اجباری کارگران مهاجر برای خدمت در نیروهای مسلح روسیه وجود داشته است و کارگران از جمله اهداف اصلی کمپین‌های خدمت اجباری روسیه بوده‌اند، علیرغم اینکه دولت‌های آسیای مرکزی به شهروندان خود هشدار داده‌اند که در صورت شرکت در جنگ، تحت پیگرد قانونی قرار خواهند گرفت. پیوتر تولستوی، قانونگذار روس، نیز پیشنهاد مالیات بر حواله‌ها و ممنوعیت خدمت کارگران مهاجر در مشاغل خاص را مطرح کرد، که واکنش شدید قانونگذاران ازبک را برانگیخت.

### شرایط

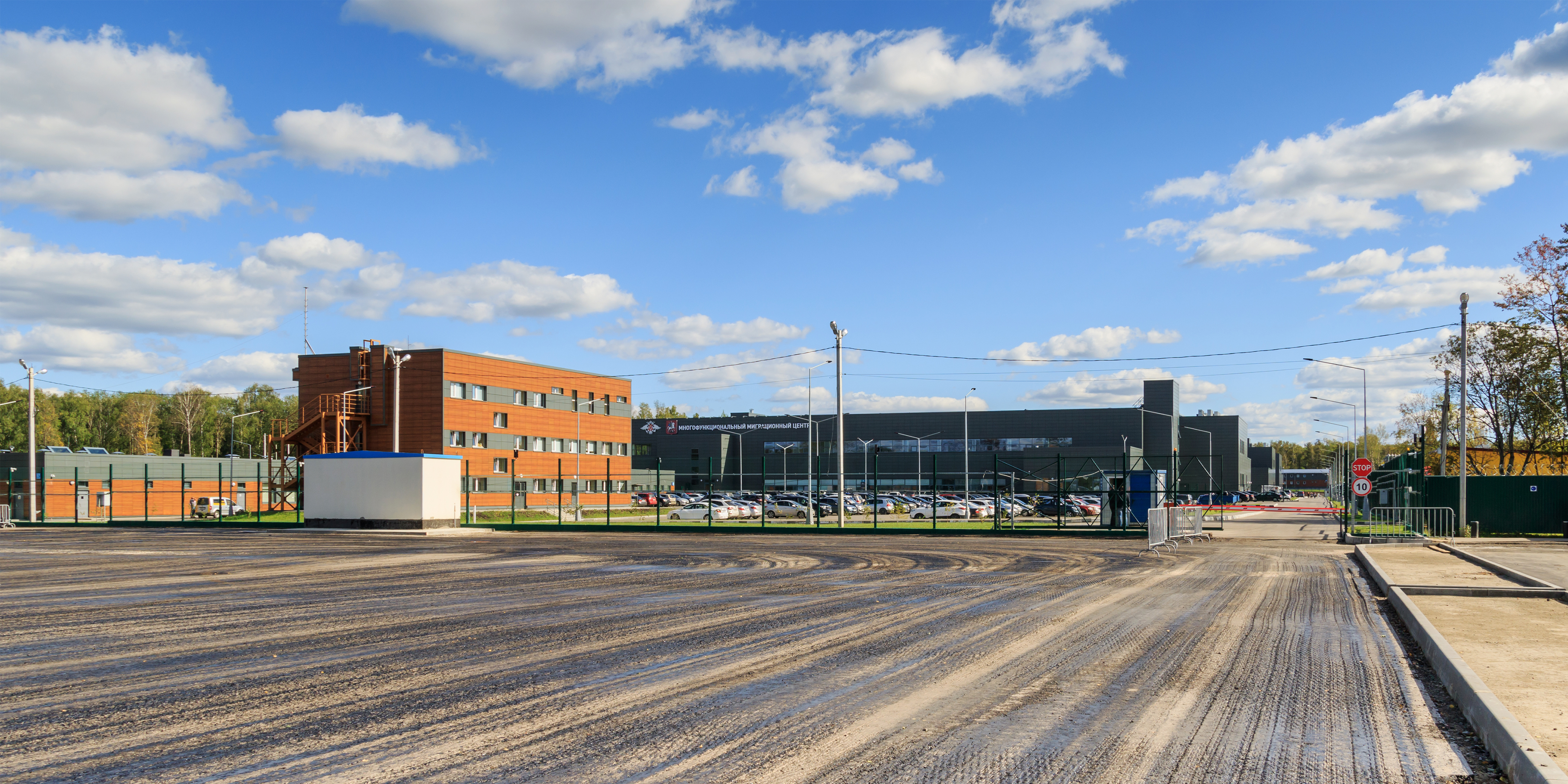
یک مرکز کارگران مهاجر در منطقه اداری ترویتسکی، مسکو

شرایط کارگران مهاجر توسط گزارش‌های خبری و سازمان‌های حقوق بشری به‌طور یکسان نامناسب توصیف شده است، به طوری که دیده‌بان حقوق بشر می‌گوید: «تعداد زیادی از این کارگران توسط کارفرمایان، آژانس‌های کاریابی و سایر واسطه‌ها مورد سوءاستفاده و استثمار قرار می‌گیرند و قربانی اخاذی و سوءاستفاده پلیس و سایر مقامات می‌شوند.» کارگران مهاجر از حمایت‌های کمی برخوردارند و اغلب از حقوق خود بی‌اطلاع هستند. در نتیجه کمبود اطلاعات در کشورهای مبدأ، قاچاق انسان و کار اجباری مهاجران رایج است، و در برخی موارد گزارش شده است که کارفرمایان گذرنامه کارگران را برای جلوگیری از خروج آنها نگه می‌دارند.
کارگران مهاجر زن با مسائل خاصی از جمله سطح پایین‌تر اشتغال و درآمد در مقایسه با کارگران مهاجر مرد و کارگران زن روسی مواجه بوده‌اند. طبق یک مطالعه در سال ۱۹۹۸، دستمزد ماهانه آنها ۳۰ درصد کمتر از زنان محلی بود و ساعات کمتری نسبت به زنان محلی کار می‌کردند. در نتیجه این تفاوت‌ها، یک کارگر مهاجر زن بین ۱۴ تا ۱۷ سال طول می‌کشد تا به برابری با زنان محلی برسد. جذب زنان در بازار کار نیز در مقایسه با همتایان مردشان کند بوده است.

### تأثیر اقتصادی
کارگران مهاجر به‌طور قابل توجهی بر اقتصاد روسیه و کشورهای مبدأ خود تأثیر می‌گذارند؛ وجوه ارسالی بخش بزرگی از تولید ناخالص داخلی ارمنستان، گرجستان و تاجیکستان را تشکیل می‌دهد، و در عین حال ۳۸۶ میلیارد روبل به بودجه دولت روسیه بین سال‌های ۲۰۱۵ تا ۲۰۲۱ اضافه می‌کند. به گفته ولادیمیر ولوخ، استاد دانشگاه دولتی مدیریت، نیروی کار مهاجر تا ۷ تا ۸ درصد از تولید ناخالص داخلی سالانه روسیه را تشکیل می‌دهد. کشورهای مبدأ حتی به‌طور قابل توجهی تحت تأثیر قرار می‌گیرند؛ بانک ملی قرقیزستان در سال ۲۰۲۱ گزارش داد که ۲٫۷۵ میلیارد دلار، بیش از یک چهارم تولید ناخالص داخلی این کشور، از وجوه ارسالی حاصل شده است.

### در سیاست
در طول دهه ۱۹۹۰، سیاست دولت روسیه در قبال کارگران مهاجر عمدتاً آشتی‌جویانه بود و در سال‌های ۱۹۹۴ و ۱۹۹۵ قوانینی تصویب شد که رویه‌های شهروندی ساده‌تری را برای مهاجران از اتحاد جماهیر شوروی سابق فراهم می‌کرد. با این حال، از سال ۲۰۰۰، قوانین به‌طور فزاینده‌ای معیارهای شهروندی را بر اساس خطوط قومی محدود کرده‌اند و سیاستمداران و رسانه‌های روسی به لفاظی‌های بومی‌گرایانه علیه کارگران مهاجر پرداخته‌اند. روسیه از کارگران مهاجر به عنوان یک ابزار سیاسی استفاده کرده است، مانند اخراج گرجی‌ها از روسیه در سال ۲۰۰۶، زمانی که کارگران مهاجر گرجی (که حواله‌های آنها حداقل ۱۵ درصد از اقتصاد گرجستان را در نیمه اول سال ۲۰۰۶ تشکیل می‌داد) از روسیه اخراج و به گرجستان بازگردانده شدند، اقدامی که توسط دیده‌بان حقوق بشر محکوم شد.
مقامات روسی مدعی وجود ارتباط بین مهاجرت کارگری و گروه‌های جهادی شده‌اند، و الکساندر بورتنیکوف، مدیر سرویس امنیت فدرال، گفته است که پس از بمب‌گذاری متروی سن پترزبورگ در سال ۲۰۱۷، گروه‌های تروریستی در میان کارگران مهاجر وجود داشته‌اند. کارگران مهاجر نیز گاهی دستگیر و به ارتباط با حزب التحریر، یک گروه بنیادگرای اسلامی که در روسیه ممنوع است، متهم شده‌اند.